# عنبريس طويل الأشواك
العنبريس طويل الأشواك (باللاتينية: Onobrychis humilis subsp. matritensis) نوع نباتي ينتمي إلى جنس العنبريس من الفصيلة البقولية.

## الموئل والانتشار
موطنه بلاد الشام.

## مرادفات للاسم العلمي
- (باللاتينية: Onobrychis longeaculeata)
- (باللاتينية: Onobrychis paczoskiana Krytzka)
- (باللاتينية:   							                                                          							 								                             	Onobrychis gracilis subsp. turcica Širj.)
- (باللاتينية:   							                                                          							 								                             	Onobrychis gracilis var. longeaculeata Pacz.)